# 24949 Klačka
24949 Klačka è un asteroide della fascia principale. Scoperto nel 1997, presenta un'orbita caratterizzata da un semiasse maggiore pari a 2,9710061 UA e da un'eccentricità di 0,0968672, inclinata di 2,89265° rispetto all'eclittica.